# 沙瑟奈
沙瑟奈（法語：Chacenay）是法国奥布省的一个市镇，属于特鲁瓦区（Troyes）埃苏瓦埃县（Essoyes）。该市镇2009年时的人口为49人。

## 人口
沙瑟奈人口变化图示
| 数据来源：INSEE |